# 해와 달이 된 오누이
《해와 달이 된 오누이》는 대한민국의 전래동화이다. 《햇님 달님》(표준어: 해님 달님)으로도 불린다.

## 역사
출판된 것은 1922년 잡지 《개벽》에 실린 주요섭의 《해와 달》이 최초이다.

## 줄거리
산 속에 홀어머니와 오누이 가족이 살고 있었다. 어느 날 밤 부잣집에서 품을 팔고 품삯으로 떡을 이고 산길을 따라 귀가하는 중이던 어머니 앞에 호랑이가 나타나서 떡을 달라고 요구했고, 떡을 한 고개씩 넘으며 주다 보니 다 떨어져서 줄 떡이 더 이상 없게 되자 호랑이는 옷을  벗을 것을 요구했고 그렇게 한 고개씩 넘어가면서 첫번째 고개는 머릿수건, 두번째 고개는 저고리, 세번째 고개는 치마, 네번째 고개는 속적삼, 다섯 번째 고개에서는 속치마, 여섯번째 고개는 가슴가리개, 일곱번째 고개는 바지, 여덟번째 고개는 속옷과 같이 하나씩 벗어주다보니 어머니는 발가벗게 되었고 가랑잎 여러장으로 간신히 유방(정확히는 유두와 유륜부분), 음순, 엉덩이(항문) 부분을 간신히 가리고 가는데 아홉번째 고개는 짚신 한짝, 열번째 고개는 나머지 짚신 한짝, 열한번째 고개에서는 버선 한짝, 열두번째 고개는 나머지 버선을 빼앗겨 잎사귀로 몸을 가린 채 맨발로 오다가 그 다음 고개에서 호랑이가 비녀를 뺏어가 비녀머리가 풀어헤쳐져 긴 생머리가 되었고 그 다음 마지막 고개에서 어머니가 벌거벗은 것에 대해 민망해하고 호랑이에 대한 두려움으로 주저앉아 벌벌 떨며 꼼짝 못 하게 되자 호랑이는 비녀를 뺏겨  풀어헤쳐진 긴 생머리가 헝클어져 벌거벗고 나뭇잎으로 성기만 겨우 가린 알몸상태인 어머니를 잡아먹었다. 호랑이는 그러고도 만족을 못 해서 오누이마저 잡아먹기 위해 어머니가 벗어준 옷들을 주워 입고 오누이가 있는 집으로까지 찾아갔다. 오누이가 집문을 열어주도록 하기 위해 호랑이는 어머니 흉내를 냈지만, 오누이는 호랑이인 것을 알아차리고 여러가지 꾀들을 낸 뒤 몰래 방에서 탈출해 나무 위로 올라갔다.
나무 위에 올라간 오누이는 하늘에 동아줄을 내려 자신들을 살려달라고 간절하게 빌었다. 하늘에서 이들에게 튼튼한 동아줄을 내려주었는데, 오누이는 그것을 타고 하늘로 올라갔고, 뒤따라오던 호랑이도 같은 방식으로 빌었지만, 호랑이에게는 썩은 동아줄을 내려주었고, 호랑이는 그것도 모른 채 좋아라 하며 올라가다가 중간에 줄이 끊어졌고, 결국 땅에 떨어져 추락사하고 말았고, 이 때 호랑이의 피가 배어 수수밭의 수수가 붉게 변했다고 한다. 한편 하늘나라로 올라간 여동생은 해가 되었고, 오빠는 달이 되었다. 그런데 해가 된 여동생은 수줍음이 많은 성격이어서 사람들이 자꾸 자기를 쳐다보는 걸 창피해 해서 사람들이 자신을 볼 때마다 제대로 보지 못하게 밝은 빛을 내리쬐었고, 그 이후로 사람들은 태양을 보면 몹시 눈이 부시게 되었다고 한다.

## 떡 하나 주면 안 잡아먹지
깊은 산골을 떡을 이고 가는 어머니 앞을 가로 막은 호랑이가 떡을 다 빼앗아 먹을 때까지 산고개를 넘을때마다 나타나 '떡 하나 주면 안 잡아먹지'라며 떡을 받아먹는 장면이 플롯(plot)으로 나온다. 이 플롯은 얼핏보면 당위성을 갖고서 끊임없이 무언가를 요구하고 있는듯하나 이내 도덕성을 조금씩 갈아먹어 결국은 파국으로 치닷는 형국을 스토리로 구현한다고 볼 수 있다. 또한 이러한 무언가를 요구하고 동시에 무언가를 내준다는 다양한 주고받기(give and take)의 역동성을 보여준다고 할 수 있다.

## 같이 보기
- 근친간금기

## 참고 문헌
1. ↑  조선일보 (2020년 7월 21일). “[왁자지껄 이 뉴스] 전래동화 '해님 달님' 겨우 100년전 얘기?”. 2023년 3월 15일에 확인함.
2. ↑  원래는 오빠가 해가 되고 여동생이 달이 됐지만, 아직 어린 여동생은 밤을 하도 무서워해서 하느님에게 사정사정해서 바꿔달라고 요청했고, 그렇게 위치가 바뀌었다.
3. ↑  “떡하나 주면 안잡아먹지?”. 2020년 5월 18일. 2023년 3월 15일에 확인함.
4. ↑  “한국민속대백과사전”. 2023년 3월 15일에 확인함.